# Anania Shirakatsi
Anania Shirakatsi (en armenio: Անանիա Շիրակացի, ananiˈa ʃiɹakaˈtsʰi, también conocido como Ananias de Shirak (Armenia, 605 a 610 - ibíd., 685 a 690) fue un erudito, filósofo, matemático y geógrafo armenio. Fue el primero en establecer las bases del estudio de las ciencias exactas en Armenia. Sus obras más famosas fueron la Guía Geográfica armenia y la Cosmografía. Su fama procede de su afirmación de que la Tierra era redonda, y que el Universo era mucho más que la propuesta aristotélica comúnmente aceptada en su tiempo.

## Contexto histórico y orígenes
Anania Shirakatsi vivió en el siglo VII. Las fechas de su nacimiento y muerte no se han establecido definitivamente. Robert H. Hewsen señaló en 1968 que se cree ampliamente que Anania nació entre los años 595 y 600; un cuarto de siglo después se decidió por c. 610 como fecha de nacimiento y 685 como año de muerte. Agop Jack Hacikyan et al. sitúan su nacimiento a principios del año 600, pero coinciden en el 685 para su muerte. James R. Russell, Edward G. Mathews y Theo van Lint también coinciden con las fechas 610–685, mientras que Greenwood sugiere los años 600–670. Vardanyan sitúa su muerte a principios de la década de 690.
Anania es el único erudito armenio clásico que ha escrito una autobiografía. Es un texto breve, caracterizado como "un tanto autocomplaciente" y "más una declaración de pedigrí académico" que una autobiografía. Probablemente fue escrito como prefacio de una de sus obras académicas, posiblemente el K'nnikon. Era hijo de Yovhannes y nació en el pueblo de Anania/Aneank’ (′′) o en el pueblo de Shirakavan (Yerazgavors), en el cantón de Shirak, en la provincia central armenia de Ayrarat. Aneank' puede estar conectado con la posterior ciudad de Ani, la capital de la Armenia bagrátida.
Ananía probablemente provenía de una familia noble. Dado que su nombre a veces se escribe como Shirakuni (ևրָ֡֯ւֶ֫), Hewsen argumentó que pudo haber pertenecido a la casa de los príncipes Kamsarakan o Arsharuni de Shirak y Arsharunik’, respectivamente. Greenwood sugiere que es más probable que Anania viniera de la nobleza menor de Shirak, que servía a la casa de Kamsarakan. Broutian describe a su padre como un "noble armenio menor". Vardanyan cree que provenía de la familia Kamsarakan o que eran sus patrocinadores.
Tradicionalmente se cree que Anania fue enterrado en el pueblo de Anavank; sin embargo, la tradición probablemente se originó en el nombre del pueblo.

## Formación
Anania recibió su formación inicial en las escuelas armenias locales, posiblemente en el Monasterio de Dprevank, donde estudió textos sagrados y autores armenios anteriores. Debido a la falta de profesores y libros en Armenia, decidió viajar al Imperio Bizantino para estudiar matemáticas. Después de viajar primero a Teodosiópolis, luego a la provincia controlada por los bizantinos de la Cuarta Armenia (probablemente Martyropolis), donde estudió con el matemático Christosatur durante seis meses. Después se fue en busca de un mejor maestro y aprendió con Tíquico, que residía en el Monasterio de San Eugenio en Trebisonda. Redgate situó esto en los años 620. Greenwood ha especulado que Tíquico, no mencionado en otra parte, puede ser en realidad Esteban de Alejandría.
Ananía dedicó una parte importante de su autobiografía a Tíquico (nacido c. 560), con quien pasó ocho años en los años 620 o 630. Tíquico había estudiado la lengua armenia y su literatura mientras servía en el ejército bizantino en Armenia. Herido por los persas, se retiró del ejército y luego estudió en Alejandría, Roma y Constantinopla. Más tarde, Tíquico regresó a su Trebisonda natal, donde estableció una escuela c. 615. Tíquico enseñó a muchos alumnos de Constantinopla (incluidos los de la corte imperial) y fue famoso entre los emperadores bizantinos. Le brindó a Anania una atención especial y le enseñó lo que éste llamó un "conocimiento perfecto de las matemáticas". En la vasta biblioteca de Tíquico, Anania encontró "de todo", incluidos autores griegos sagrados y seculares, incluidas obras sobre ciencias, medicina, cronología e historia. Russell creía que su biblioteca pudo haber incluido libros pitagóricos y alquímicos. Anania consideraba que Tíquico había sido "predestinado por Dios para la introducción de la ciencia en Armenia".

## Educador y científico
El propio Anania estableció una escuela en Armenia a su regreso. Se presume que esa escuela, la primera en Armenia en enseñar Quadrivium, estaba ubicada en su Shirak natal. Estaba decepcionado por la pereza de sus alumnos y su partida después de aprender lo básico. Anania se quejó de la falta de interés de los armenios por las matemáticas, escribiendo que "no aman ni el aprendizaje ni el conocimiento". Nicholas Adontz consideró una exageración, "si no una absoluta calumnia, negar el amor innato de los armenios por las matemáticas". El cronista del siglo XII, Samuel de Ani, enumeró a cinco de los alumnos de Shirakatsi, que por lo demás son desconocidos. Anania financió su investigación en varios campos con el dinero que ganaba enseñando.

## Legado geográfico

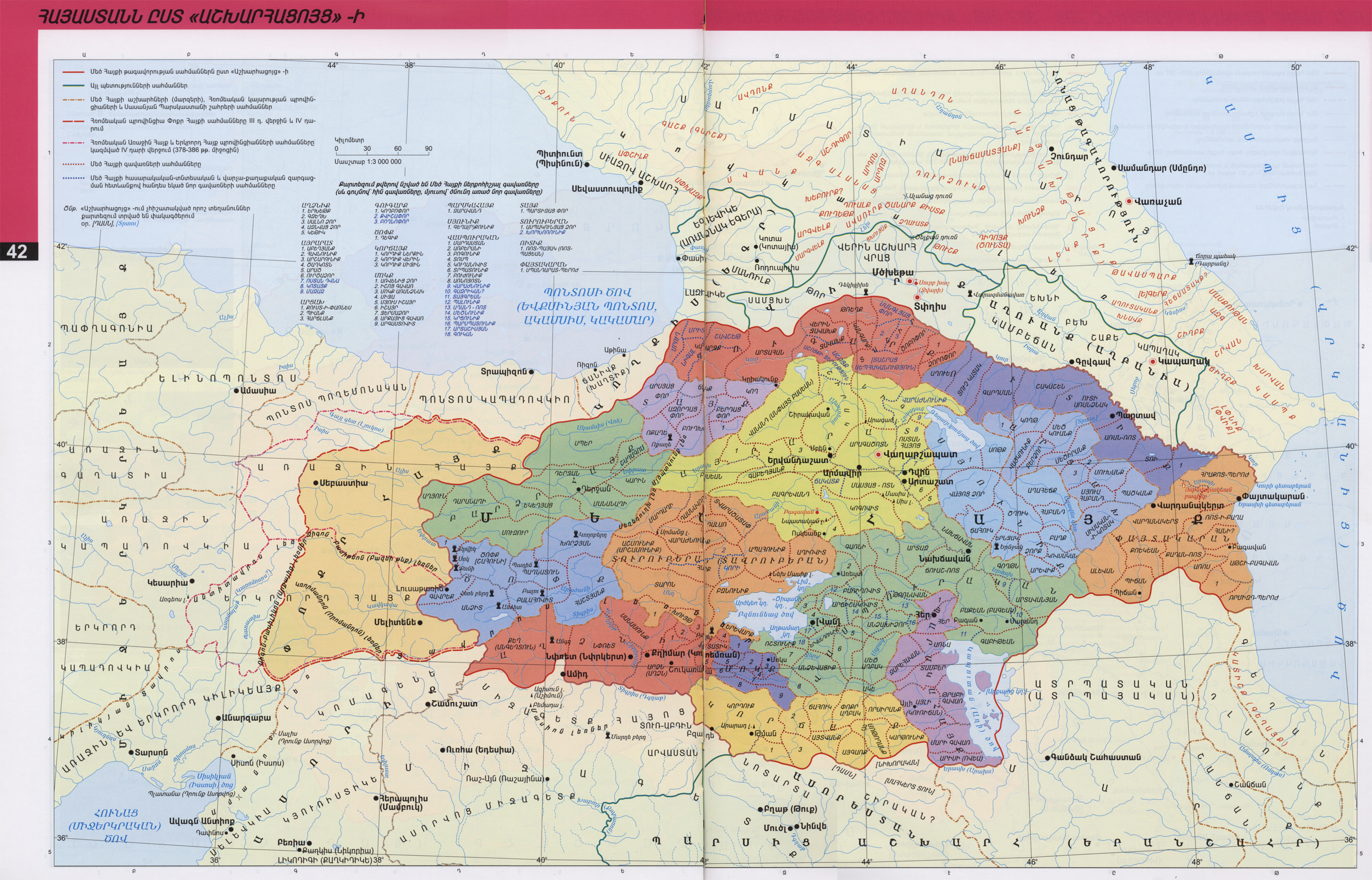
Armenia según la geografía de Anania (Ashkharhatsuyts), basada en Suren Eremian

El Ashkharhatsuyts (literalmente "mostrando el mundo") es un mapa mundial publicado de forma anónima, que se cree que fue escrito en algún momento entre 610 y 636. Carece de un mapa dibujado, pero contiene "la descripción detallada más antigua que se conserva de las tierras armenias". Según Elizabeth Redgate, fue escrito "probablemente poco antes del 636 d. C.". Su autoría ha sido cuestionada en la época moderna. Aunque antes se creía que era obra de Movses Khorenatsi, la mayoría de los eruditos ahora lo atribuyen a Anania. Hewsen lo llama "una de las obras más valiosas que nos ha llegado de la antigüedad armenia".
La Geografía armenia, como se la conoce alternativamente, ha sido especialmente importante para la investigación de la historia y la geografía de la Gran Armenia, el Cáucaso (Georgia y Albania caucásica) y el Imperio sasánida, todos los cuales se describen en detalle. Los territorios se describen antes de las invasiones y conquistas árabes. La información sobre Armenia no se encuentra en ninguna otra fuente histórica, ya que es la única obra geográfica armenia conocida antes del siglo XIII. Cowe lo describió como "el único de su tipo en Armenia hasta la introducción de la cartografía moderna en el siglo XVII".
El Ashkharhatsuyts ha sobrevivido a recensiones largas y cortas. Según el consenso de los académicos, la larga recensión fue la original. Para la descripción de Europa, el norte de África y Asia (todo el mundo conocido desde España hasta China), utiliza en gran medida fuentes griegas, concretamente la ahora perdida geografía de Pappus de Alejandría (siglo IV), que a su vez se basa en la geografía de Ptolomeo (siglo II). Según Hewsen, es la "última obra basada en el conocimiento geográfico antiguo escrita antes del Renacimiento". Edmond Schütz la llamó una "obra excepcional de las ciencias medievales, una rica herencia post-ptolemaica".
Fue una de las primeras obras seculares armenias publicadas (en 1668 por Voskan Yerevantsi). Ha sido traducido a cuatro idiomas: inglés, latín (ambos en 1736), francés (1819) y ruso (1877). En 1877, Kerovbe Patkanian lo atribuyó por primera vez a Anania como el autor más probable.
Otra obra geográfica de Anania, El Itinerario (mghonach’ap’k’), puede haber sido parte de los Ashkharhatsuyts. Presenta seis rutas desde Dvin, la capital de Armenia en ese momento, hasta los principales asentamientos en diferentes direcciones, con distancias en millas (ֲִֶָ, mghon), en referencia a la milla árabe de 1.917,6 metros (6.291 pies), según Hakob Manandian.

## Honores

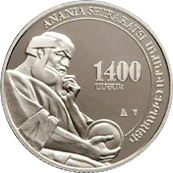
Moneda conmemorativa dedicada a Shirakatsi (2005)

- La medalla Anania Shirakatsi es un reconocimiento oficial de la República de Armenia a los investigadores y científicos en el campo de la Economía, Ciencias Naturales, Ingenierías e inventores.

- En el 2005, el Banco Central de la República de Armenia emitió una moneda conmemorativa con la efigie de Anania Shirakatsi.

## Sentencia
Va el pensamiento de este estudioso: 
- "Habiéndome enamorado tan profundamente del arte numérico, pensé yo que sin números no puede nacer ningún pensamiento filosófico, y considero que este arte es la madre de toda sabiduría" .[23]

## Eponimia
- El cráter lunar Shirakatsi lleva este nombre en su memoria.[24]

## Otras lecturas
- Greenwood, Tim. "A Reassessment of the Life and Mathematical Problems of Anani Širakac'i," Revue des Études Arméniennes, 33 (2011): 131-86

- Haroutunian, Babken. "Historical Geography." Matenadaran

- Hewsen, Robert H. "The Geography of Pappus of Alexandria: A Translation of the Armenian Fragments." Isis 62 ( 2) (verano, 1971)

- Tumanyan, Benik. Հայ աստղագիտության պատմություն (Historia de la Astronomía de Armenia). vol. i. Yerevan: Mitq Publishing, 1964

- Yeremyan, Suren T. Հայաստանը ըստ «Աշխարհացույցի» (Armenia de acuerdo a Ashkharhatsuyts). Yerevan: Armenian Academy of Sciences, 1963